# سنت-کاترین-دو-لا-ژاک-کارتیه، کبک
سنت-کاترین-دو-لا-ژاک-کارتیه (به فرانسوی: Sainte-Catherine-de-la-Jacques-Cartier) شهرکی در منطقه شهری لا ژاک-کارتیه ناحیه کاپیتل-ناسیونال در استان کبک کانادا است. در سرشماری سال ۲۰۱۱ این شهرک ۵٬۱۱۱ نفر جمعیت داشته‌است و مساحت آن ۱۲۰٫۶۱ کیلومتر مربع است.